# 超人七號X
《超人七號X》（原題：ULTRASEVEN X（ウルトラセブン エックス））是圆谷制作的超人力霸王系列特摄作品，于2007年10月5日到2007年12月21日在CBC、TBS电视台播映，共12集。

## 概要
本作為紀念1967年特攝作品《超人七號》40週年的紀念作及續集形式作品。同時是截至2022年，TBS超人力霸王系列的最後一部作品。其中同名角色「超人七號X」外觀的造型是以1967年版本的基礎上增強了腹肌，四肢變得細長，此外本作將採用大量CG特效，並希望能夠將40年前的經典故事在現代化的世界再度上演，其中在舊作《超人七號》未交代過一些謎團也將透過此作品揭曉。

## 剧情
故事發生在與我們所熟悉的，卻又完全不同的世界。然而在這個世界，卻是市民們被政府情報支配的高度發達的井然有序的社會。
由於經常遭受來自宇宙各種各樣的「外星人」的侵略，他們不僅具有模仿人類的能力，而且能溶於任何物質或風景當中，潛伏在街道上，因此便存在著以發現並抹殺外星人為己任的「DEUS（天神隊）」。
當世界的內部正暗暗湧動著潛藏的危機，而這樣的危機已經乾涉了超人七號所在的世界。於是超人七號將自己的力量送到平行世界，並選中了DEUS的特工JIN。
而因為某場事故失去了全部記憶的「JIN」，則從神秘的女子「艾麗亞」手中拿到了超級眼鏡，從而獲得了變身成為超人七號在平行世界的身姿，紅色的巨人——超人七號X，而所有事情的真相隨著劇情發展逐漸被揭開。...

## 主要登場角色
| 角色             | 演員              | 配音 | 介紹 |
| JIN （仁） （ ） | 與座重理久        |      | 本劇主角，超人七號X的變身者。25歲，DEUS的新特工。 在第1話中，從一名神秘女子「艾麗亞」手中拿到了超人眼鏡，因而獲得了變身成為七號X的能力。但是本人卻喪失了所有的記憶，連自己是誰都不知道。 在獲得超人七號X的力量之後決定加入DEUS，並保護世界免受入侵者的惡魔之手，並為尋找失去的記憶而戰鬥。 在冷靜沉著的外觀中有著炙熱的內心，具有出色的直覺和洞察力，也能以冷靜的態度與潛伏於地球生活的宇宙人交流。 最終話揭曉在失去記憶之前曾是艾麗亞的情人，當他注意到「水神計劃」背後主謀的存在及其陰謀時，為了拯救一同被追殺的艾麗亞而掉進了能朱湖。 來自平行世界的超人七號為了解決兩個世界的危機，而在危急一刻將自己的力量賜予了JIN，但作為代價，JIN失去了記憶，超人七號的意志也被封印起來。 最終戰鬥結束後，仁恢復了過去的記憶，並與艾麗亞等人重逢，在和七號告別後則和眾人一同重建新的世界。 |
| 艾麗亞 （ ）     | 加贺美早纪        |      | 22歲，本名「冴木艾麗亞」。 於第1話登場，出現於喪失記憶的JIN面前，並授予給他變身成為七號X的能力，是知曉賽文X和JIN的過去，渾身一切謎團的女子。 之後，他經常出現在JIN的面前，並對其給予多次建議和支持。此外它具有專業的射擊能力，隨著則攜帶了一把小型激光槍。 最終最終話揭曉是JIN的情人，同時也是參與「水神計劃」的科學家。當超人七號與JIN同化的意識志覺醒時，因為擔心JIN的意識可能會消失而感到害怕，但他還是為了拯救這個世界而與JIN聯手戰鬥，同時暗中希望能換醒JIN的記憶。 最終戰鬥結束後，與恢復記憶的JIN重逢，在和七號告別後則和眾人一同重建新的世界。 |
| K （ ）          | 脇崎智史          |      | 25歲，和JIN在一起組隊較多的DUES特工。 於第2話登場，與JIN關係要好。性格略顯輕鬆的職業特工，經常在劇中扮演緩和氣氛的搞笑役，擁有著保護地球的使命和自豪感。 制服以白色為基礎，與穿著黑色外套的JIN形成鮮明對比，此外，他也有著喜歡吃甜食的一面。 最終話與S開始了制止水神計劃的行動，並發現原來DEUS早已被人工智慧控制。 最終戰鬥結束後與S一同被七號X拯救，在和七號告別後則和眾人一同重建新的世界。 |
| S （ ）          | 伴杏里            |      | 25歲，和JIN和K組隊較多的DUES的特工。 於第2話登場，專門從事臥底調查，同時也是擅長格鬥的強悍女子。時常像姐姐一樣照顧周圍的隊員。此外也有著喜歡吃巧克力的一面。 最終話與K開始了制止水神計劃的行動，並發現原來DEUS早已被人工智慧控制。 最終戰鬥結束後與K一同被七號X拯救，在和七號告別後則和眾人一同重建新的世界。 |
| DEUS司令 （ ）   | 夏木陽介 （聲演） |      | DUES謎一樣的司令官。向特工們傳達指令，但是他在哪裡，做什麼事情，都是一個謎。其實是黑暗中的支配者。 |

### 主要演員名單
主演・準主演
- JIN - 與座重理久
- 艾麗亞 - 加賀美早紀
- K - 脇崎智史（日语：脇崎智史）
- S - 伴杏里（日语：伴杏里）
- DEUS司令 - 夏木陽介（聲演）
- 政府放送廣告員 - 宮本賢一（日语：宮本賢一）、莇陽子（日语：莇陽子）
- 支配者 - 千葉誠樹、中山美智子（日语：中山美智子）、野口雅弘（日语：野口雅弘）（1・10 - 12）

其他
- 異形集團的老闆 - 大谷朗（日语：大谷朗）（1）
- 異形集團的女王 - MiWa（日语：MiWa）（1）
- 異形集團的行政官 - 須永慶（日语：須永慶）（1）
- 最大公司員工 - 沼崎悠（日语：沼崎悠）（1）
- 報道局員 - 茂木和範（日语：茂木和範）（1）
- 耶利哥 - 宮下友美（2）
- 特工R - 渡来敏之（日语：渡来敏之）（2）
- 出租車司機 - 佐藤祐一（日语：佐藤祐一）（2）
- 少女 - 安川結花（日语：安川結花）（2）
- 達瑪爾 - 小宮孝泰（日语：小宮孝泰）（3）
- 島崎雄二 - 篠原剛（日语：篠原剛）（3）
- 路易斯 - 藤井貴規（日语：藤井貴規）（3）
- 小百合 - 坂東美佳（3）
- 絕望的人 - 加藤翔平、高橋和喜（3）
- 主播 - 河井春香（3）
- 田崎 - エド山口（日语：エド山口）（4）
- 山根 - 岡部務（4）
- CM出演者 - 上田晴美（日语：上田晴美）（4）
- 被裴吉內拉寄生的人 - 小山真理亜（女子高生）、佐野珠美（女性）、八代康次（老人）（4）
- 木乃伊人 - 深沢尚吾（4）
- 小學生 - 川村悠椰（日语：川村悠椰）（4）
- 細身の男 / 卡姆达星人 - 部健志（日语：やべけんじ）（5）
- 研究員 - 筒井巧（日语：筒井巧）（5）
- 酒屋老闆 - 田村三郎（5）
- 拉麵店老闆娘 - 管真紀（5）
- 喝醉的上班族 - 亀山助清（日语：亀山助清）（5）
- 日多隆男 - 唐橋充（日语：唐橋充）（6）
- 艾麗莎 - 及川奈央（6）
- 光之魂 - 今井麻美（6）
- CM出演者 - 金山孝之（6）
- 會社員 - 小林雄次（日语：小林雄次）（6）※客串出演
- 娜妲爾 - 石川紗彩（日语：石川紗彩）（7）
- 特工D - 小田井涼平（日语：小田井涼平）（7）
- 街頭歌手 - 海老岡宏子（7）
- 縣恭介 - 黑田勇樹（日语：黒田勇樹）（8）
- 縣麻美 - 川村雪繪（8）
- 薩米奧 - 伊藤友樹（8）
- 過去出現的修布纳斯 - 五藤圭子（日语：五藤圭子）、原武昭彦（日语：原武昭彦）（8）
- 毒品集團的成員 - 淺井孝行、小幡誠（日语：小幡誠） （8）
- 尾形俊行（朔） - 高野八誠（9）
- 真晝 - 中村果生莉（9）
- 望 / 獣人 - 小笠原宙（9）
- 敷島教授 - 堀内正美（日语：堀内正美）（9）
- 被獸人襲擊的女生 - 吉田智美（日语：吉田智美 (女優)）（9）
- 圖書館職員 - 永井博章（9）
- 咲 - 中丸紫苑（10）
- 榛原  - 北岡龍貴（日语：北岡龍貴）（10）
- 友里安娜 - 菱美百合子（12）
- 諸星彈 - 森次晃嗣（12）

## 特技演员
| 角色       | 演员                                 |
| ---------- | ------------------------------------ |
|            | 新上博巳                             |
| エイリアン | 相馬絢也、西村郎、岩田荣庆、福田大助 |

## 职员
- 監修、制作：圆谷一夫
- 制作总括：大冈新一
- 企画：江藤直行、平山博志、林朋夫、冈崎刚之 (CBC)
- 企画协力：涉谷浩康
- 制作人：表有希子、近贞博、山西太平、岩佐芳弘
- 制作：小山信行
- 系列构成：八木毅
- 音乐制作：玉川静
- 音乐主管：田靡秀树
- 音乐：斋藤高广、featuring、菰口雄矢
- 动作导演：小池达朗
- ULTRASEVEN X设计、原画：酉泽安施
- 外星人、小道具设计：丸山浩
- ULTRASEVEN X面具造形：原口智生

## 各话标题
| 放送日         | 話数 | 标题          | 登場怪兽                                  | 导演     | 编剧       |
| -------------- | ---- | ------------- | ----------------------------------------- | -------- | ---------- |
| 2007年10月05日 | 1    | DREAM         | 時空生命体ガルキメス                      | 八木毅   | 小林雄次   |
| 2007年10月12日 | 2    | CODE NAME"R"  |                                           | 八木毅   | 太田愛     |
| 2007年10月19日 | 3    | HOPELESS      | マーキンド星人                            | 鈴木健二 | 福田卓郎   |
| 2007年10月26日 | 4    | DIAMOND"S"    | パラサイト宇宙生物ペジネラ                | 鈴木健二 | 太田愛     |
| 2007年11月02日 | 5    | PEACE MAKER   | 凶暴エイリアンボーダ星人 チャムダ星人     | 鈴木健二 | 金子二郎   |
| 2007年11月09日 | 6    | TRAVELER      |                                           | 梶研吾   | 小林雄次   |
| 2007年11月16日 | 7    | YOUR SONG     | ヴァイロ星人 生物機械兵器バドリュード     | 梶研吾   | 林壮太郎   |
| 2007年11月23日 | 8    | BLOOD MESSAGE | 殺戮宇宙人ヒュプナス                      | 小中和哉 | 長谷川圭一 |
| 2007年11月30日 | 9    | RED MOON      | 獣人                                      | 八木毅   | 太田愛     |
| 2007年12月07日 | 10   | MEMORIES      |                                           | 小中和哉 | 小林雄次   |
| 2007年12月14日 | 11   | AQUA PROJECT  |                                           | 八木毅   | 小林雄次   |
| 2007年12月21日 | 12   | NEW WORLD     | 巨大機械生命体メカ・グラキエス グラキエス | 八木毅   | 小林雄次   |

## 主题曲
- 《Another day comes》

作詞 - K / 作曲・歌 - Pay money To my Pain

## DVD情报
- 2008年1月23日～同年6月25日DVD发售，共6卷。

## 小说版
Hobby Japan出版。作者是小林雄次、小林英造。插画由酉泽安施绘制。